# 덜시머

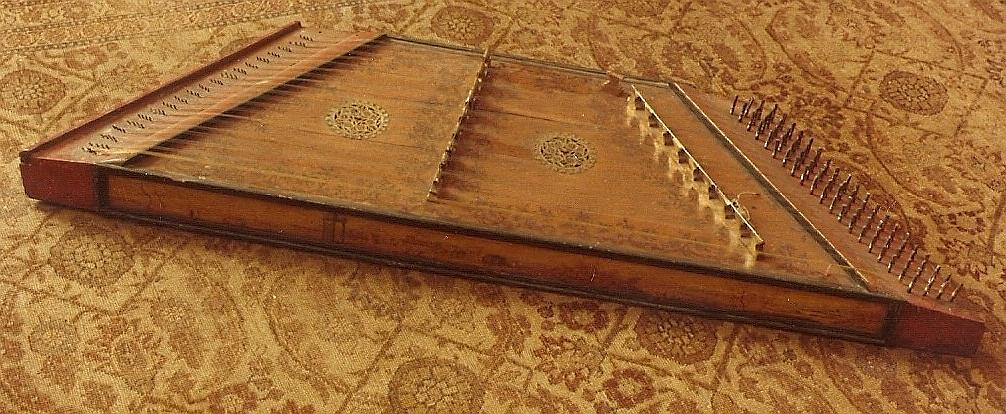

덜시머(dulcimer)는 해머드 덜시머(Hammered dulcimer), 애팔래치언 덜시머(Appalachian dulcimer)라는 두 종류의 현악기를 가리킨다.

## 해머드 덜시머
이 단어는 수많은 현이 손으로 조작하는 해머에 붙들려있는 솔터리와 비슷한 사다리꼴 모양의 치터를 의미한다. 문화에 따라 여러 종류가 있으며 다음을 포함한다.
- 해머드 덜시머(잉글랜드, 스코틀랜드, 미국)
- 핵브렛(독일 남부, 오스트리아, 스위스)
- 산투르(이란, 이라크)
- 앙금(중화인민공화국, 한국)

## 애팔래치언 덜시머
- 오리지널 애팔래치안 덜시머
- 21세기의 다양한 파생 덜시머
  - 반조 덜시머
  - 일렉트릭 덜시머

## 참고 자료
- “The Hammered Dulcimer”. Smithsonian Institution. 2022년 2월 28일에 확인함.

## 같이 보기
- 제목에 "덜시머" 항목을 포함한 모든 문서

| Disambiguation icon | 이 문서는 명칭이 같고 같은 종류에 속하는 여러 대상을 연결하는 색인 문서입니다. |